# Glena quadrata
Glena quadrata là một loài bướm đêm trong họ Geometridae.